# كاسادي مكلينسي
كاسادي مككلينسي (Cassady McClincy) هي ممثلة أمريكية معروفة بدورها في تجسيد شخصية ليديا في مسلسل الرعب والدراما التلفزيوني الموتى السائرون على قناة إيه إم سي منذ عام 2019. كما عٌرفت لدورها في مسلسل أوزارك ومسلسل حب, سايمون.

## حياتها
ظهرت مككلينسي كضيفة شرف في مسلسلات "دروب ديد ديفا" على قناة لايف تايم، و"Constantine" على قناة إن بي سي، و"Good Behavior" على قناة تي إن تي، وسلسلة الأنثولوجيا الأصلية "Lore" على Amazon Prime Video. في عام 2017، قامت بأدوار ضيف متكرر في السلسلة الأصلية لـ نتفلكس "Ozark"، وسلسلة هولو الأصلية "Castle Rock"، و"Daytime Divas" على قناة VH1.
عند سن السابعة عشرة، بدأت مككلينسي في تجسيد شخصية ليديا في مسلسل "الموتى السائرون" خلال الموسم التاسع، وأصبحت عضوًا منتظمًا في الفريق بدءًا من الموسم العاشر.

## وصلات خارجية
- كاسادي مكلينسي على موقع IMDb (الإنجليزية)
- كاسادي مكلينسي على موقع قاعدة بيانات الفيلم (الإنجليزية)